# Kanadyjsko-Polski Instytut Badawczy

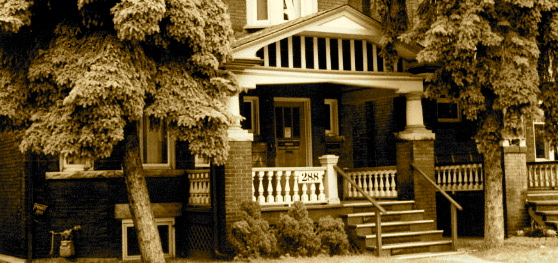
Siedziba Kanadyjsko-Polskiego Instytutu Badawczego w Toronto

Kanadyjsko-Polski Instytut Badawczy (ang. Canadian Polish Research Institute) jest organizacją non-profit, zafiliowaną z Kongresem Polonii Kanadyjskiej, która gromadzi przedstawicieli Polonii kanadyjskiej zainteresowanych badaniami nad historią, kulturą i zmianami społecznymi wśród Polonii w Kanadzie. Zasadniczym zadaniem instytutu jest zbieranie i archiwizowanie dokumentów dotyczących życia i działalności polskich imigrantów w Kanadzie oraz stworzenie odpowiedniej bazy źródłowej dla badań naukowych. Cele i zasady działalności instytutu określone zostały w oficjalnym statucie wprowadzonym w życie w 1979 roku. W latach 80. XX wieku część swoich zasobów archiwalnych (głównie statystycznych) przekazał Uniwersytetowi w Toronto. Instytut dysponuje kompletem prasy polonijnej oraz wydawnictwami dotyczącymi Polaków w Kanadzie. W dorobku instytutu są również jego wydawnictwa. Do 2013 roku opublikowano ponad 50 książek. Instytut był organizatorem licznych odczytów i konferencji naukowych. Współpracuje z wieloma instytucjami naukowymi Kanady, a po 1990 roku także z placówkami naukowymi w Polsce.

## Historia instytutu
Kanadyjsko-Polski Instytut Badawczy powstał 12 września 1956 roku dzięki staraniom dr. Wiktora Turka i pomocy grupy osób, do której należeli A. Malatyński, A. Janicki, B. Heydenkorn, B. Boreysza, G. Kaczanowski, T. Lubaszewski, A. Łagowski, J. Łopuszański, T. Sawaszkiewicz i P. Staniszewski.
Instytut – w zamyśle W. Turka – miał być ośrodkiem badawczym Polonii kanadyjskiej dysponującym archiwum i biblioteką oraz prowadzącym działalność wydawniczą. Podczas pierwszego spotkania założycieli, W. Turek wyjaśnił, że "istnieje rzeczywista potrzeba wśród Polonii kanadyjskiej, aby powołać do życia instytucję badawczą odpowiedzialną za studia nad problemami związanymi z rozwojem polskiej grupy etnicznej w Kanadzie, która stanowi zasadniczy zręb populacji kanadyjskiej i współtworzy kulturę kanadyjską".
Pierwsza siedziba instytutu mieściła się w Domu Koła nr 20 Stowarzyszenia Polskich Kombatantów przy ul. 783 College St. Warunki były tak skromne, że dr W. Turek zmuszony był prowadzić biuro Instytutu w swoim prywatnym mieszkaniu. Do obecnej siedziby przy 288 Roncesvalles Ave. Instytut został przeniesiony dopiero w 1974 roku.
Dr W. Turek był prezesem instytutu aż do swojej śmierci w 1963 roku. Następnie – do 1972 – stanowisko to zajmował dr Tadeusz Krychowski, z zawodu prawnik. Kolejnym prezesem został Rudolf K. Kogler, ekonomista, a po jego kadencji tytuł prezesa Kanadyjsko-Polskiego Instytutu Badawczego otrzymał w 1995 socjolog dr Edward Sołtys. Dr Sołtys zarządzał nim do 2011 roku, kiedy zdecydował się ustąpić ze stanowiska z powodów zdrowotnych. Na zebraniu rocznym członków instytutu nowym prezesem wybrano dr Joannę Lustańską.

## Archiwa
W latach 1976–1978 Instytut nawiązał bliską współpracę z Ontario Archives i Multicultural History Society of Ontario, które jest z nimi zafiliowane. Ta współpraca była owocna dla obu stron – Ontario Archives otrzymywał depozyt od instytutu, w zamian za to miał on zapewnioną fachową konserwację swoich dokumentów oraz ich prawidłowe zakatalogowanie i rejestrację.
W latach 80. XX w. instytut podarował część swoich materiałów, szczególnie tych dotyczących danych statystycznych przed- i powojennej Polski, na ręce University of Toronto. Warto również wspomnieć, że w październiku 1990 roku National Archives zorganizowały w Ottawie wystawę poloników.
Jedną z najcenniejszych części zbiorów instytutu są mikrofilmy niektórych gazet polonijnych. Oto ich lista: "Związkowiec" (1933-1973), "Czas" (1920-1974), "Głos Polski" (1959-1970) oraz "Kronika Tygodniowa". Roczniki "Związkowca" i "Echa" z lat 80. i 90. zostały zarchiwizowane w formacie cyfrowym.
Kanadyjsko-Polski Instytut Badawczy współpracuje z różnymi instytucjami, jak: Uniwersytet Jagielloński, University of Toronto, Uniwersytet Warszawski, Canadian Ethnic Studies Association, Uniwersytet Opolski, Polonica Research Documentation Centre (Melbourne, Australia), etc.

## Działalność wydawnicza
Od początku swego istnienia Kanadyjsko-Polski Instytut Badawczy publikował prace dotyczące polskiej grupy etnicznej w Kanadzie. Pierwszych pięć pozycji, które ukazały się drukiem, jest autorstwa Wiktora Turka, pierwszego dyrektora instytutu, który w swoich pracach podkreślał wkład Polaków i Polonii w kulturę kanadyjską. Jego pierwszą książką była biografia Kazimierza Gzowskiego (Sir Casimir Gzowski), który w tamtych czasach był bardziej rozpoznawany przez kanadyjskich inżynierów i historyków niż samych Polaków w Kanadzie. Następnie Turek wydał bibliografię "Polonica Canadiana" – listę publikacji polskich i polonijnych za lata 1848-1957. W 1960 roku opublikowane zostały szkice naukowe "The Polish Past in Canada" autorstwa W. Turka, natomiast w 1962 ukazała się pozycja "The Polish-Language Press in Canada", która zawiera szczegółowy opis prasy polonijnej w Kanadzie. W 1967 roku, już po śmierci W. Turka, ukazała się ostatnia z jego książek "Poles in Manitoba".
Następnie, w 1978 roku, Wincenty Zolobka wydał Polonica Canadiana, która jest kontynuacją bibliografii W. Turka, uzupełnioną o publikacje do 1970 roku. Ciężar pracy wydawniczej w latach 70. i 80. spoczywał na Benedykcie Heydenkornie. Jego zasługą było wydanie monumentalnego, sześciotomowego dzieła, jakim były pamiętniki polskich imigrantów w Kanadzie, należących do kilku różnych fal imigracyjnych. Były one plonem trzech konkursów pamiętnikarskich ogłoszonych kolejno w latach: 1971, 1981 i 1989.
Ogółem, w ciągu pięćdziesięciu lat swojej działalności, Kanadyjsko-Polski Instytut Badawczy opublikował ponad 50 książek. Poniżej znajdują się tytuły wybranych pozycji książkowych wydanych przez instytut.
Szkice socjologiczne
- 1960 W. Turek, The Polish Past in Canada
- 1969 T. Krychowski, Polish Canadians: Profile and Image. A Collection of Studies
- 1975 B. Heydenkorn, From Prairies to Cities: Papers on the Poles in Canada
- 1976 B. Heydenkorn, Topics on Poles in Canada
- 1985 B. Heydenkorn, A Community in Transition: The Polish Group in Canada

Pamiętniki
- 1975 Pamiętniki imigrantów polskich w Kanadzie, tom I
- 1977 Pamiętniki imigrantów polskich w Kanadzie, tom II
- 1978 Pamiętniki imigrantów polskich w Kanadzie, tom III
- 1979 Memoirs of Polish Immigrants in Canada, vol. I, II, III
- 1984 Zawiedzeni. Rozczarowani. Zadowoleni. Pamiętniki imigrantów, 1958–1981, tom IV
- 1990 "Ale i słaby nie zginie". Różne oblicza Kanady. Pamiętniki imigrantów polskich 1981-1989, tom V

Biografie i Autobiografie
- 1957 W. Turek, Sir Casimir S. Gzowski
- 1989 F. Bratek-Kozłowski, Życie z bagnetem i lancetem
- 1993 C. Sadowski, M. Ramczykowski, Pomniki. Indiańskie lato
- 1994 R. Piotrowski, Biographies of Polish Artists in Canada
- 2000 J. Borowczyk-Forester, In Search of Freedom
- 2002 T. Grygier, Exile: The Road to Knowledge. Fragments of an Intellectual Autobiography

Monografie
- 1995 E. Sołtys, R. Kogler, Half a Century of Canadian Polish Congress
- 2001 D. Bieżanek, Fundusz Wieczysty Milenium
- 2006 E. Sołtys, Parlament na obczyźnie
- 2006 Ogniwa jednego łańcucha. 50 lat Federacji Polek w Kanadzie
- 2006 T. Grygier, Sprawiedliwość, czyli istota moralności, zdrowia i prawa
- 2009 J. Lustanski, Język polonijny w Kanadzie

## Literatura dodatkowa
- Jan Draus, Nauka polska na emigracji 1945-1990 [w:] Historia nauki polskiej, t. 10: 1944-1989. Cz. 2, Instytucje, red. Leszek Zasztowt i Joanna Schiller-Walicka, Warszawa: Instytut Historii Nauki im. Ludwika i Aleksandra Birkenmajerów PAN - Oficyna Wydawnicza ASPRA-JR 2015, s. 485-682.
- Tadeusz W. Krychowski, The Polish Canadian Research Institute: its aims and achievements, Toronto 1967.
- Martyna Figiel, Instytucje polonijne w Kanadzie, "Poradnik Bibliotekarza" 2014, nr 7/8, s. 17-19.